# ۲۷۸ (پیش از میلاد)
۲۷۸ (پیش از میلاد) ۲۷۸مین سال قبل از تقویم میلادی است.